# Administrative Versorgung
Die administrative Versorgung war eine in der Schweiz seit der zweiten Hälfte des 20. Jahrhunderts bis 1981 praktizierte öffentlich-rechtliche Zwangsmassnahme, die durch eine Verwaltungsbehörde verfügt wurde. Die Einsperrungen waren oft zeitlich unbefristet, konnten bei Widersetzlichkeiten verlängert werden und wurden, je nach kantonalen Gesetzen, auch als «Detention», «korrektionelle Versorgung», oft auch einfach «Einweisung» oder «Massnahme» bezeichnet. Von der administrativen Versorgung waren etwa 60 000 Personen betroffen.

## Praxis der administrativen Versorgung
Jugendliche und Erwachsene, die den Behörden negativ aufgefallen waren, wurden ohne Gerichtsurteil und meist auch ohne Anhörung in so genannte «Arbeitsanstalten» für Erwachsene, die bis in die 1970er Jahre teilweise noch «Zwangsarbeitsanstalten» hiessen, oder in «Erziehungsanstalten» respektive «Arbeitserziehungsanstalten» für Jugendliche und junge Erwachsene eingewiesen. Diese konnten Abteilungen normaler Strafanstalten sein (z. B. die Frauenstrafvollzugsanstalt Hindelbank im Kanton Bern oder Bellechasse im Kanton Fribourg oder Realta im Kanton Graubünden). Als Einweisungsgrund genügte bereits ein «liederlicher Lebenswandel», «Vaganterei» oder wenn man als «arbeitsscheu» aufgefallen war. Auch Prostituierte und Drogensüchtige wurden eingewiesen. Beschwerden waren häufig ergebnislos oder wurden als «Querulantentum» abqualifiziert, weil sie nicht von unabhängigen Instanzen behandelt wurden, sondern sich an dieselben Behörden zu richten hatten, welche die Einweisung administrativ verfügt hatten.

## Rechtliche Grundlage
Die administrativen Versorgungen beruhten auf einer unübersichtlichen und schwer fassbaren Gesetzeslage: Zuständigkeiten zwischen Kantonen und Bund wie auch zwischen Justiz und Verwaltung waren nicht klar geregelt. Das erlaubte den Behörden, Personen zu internieren, die im Sinne des Gesetzes unschuldig waren, jedoch den Moralvorstellungen der damaligen Zeit nicht entsprachen. Die Gesetze wurden im späten 19. Jahrhundert sukzessive eingeführt, aus Angst vor sozialen Verwerfungen. Damit entstand auch ein «Recht zweiter Klasse». Anerkannte Verfahrensrechte waren im Bereich der administrativen Verordnungen eingeschränkt.

## Ende der Praxis
Nachdem die Schweiz 1974 die  Europäische Menschenrechtskonvention (EMRK) von 1950 um Jahrzehnte verspätet und mit Vorbehalten unterzeichnet hatte, wurde die administrative Versorgung in der Schweiz abgeschafft. 1981, sieben Jahre nach der Ratifikation der EMRK durch die Schweiz, wurden die Bestimmungen über den fürsorgerischen Freiheitsentzug in das Zivilgesetzbuch eingeführt. Auf der Basis dieses Gesetzes konnten die Behörden zwar auch weiterhin Personen gegen ihren Willen und zu ihrer Sicherheit einsperren lassen (vor 1981 Eingewiesene verblieben auch nach 1981 noch in den ihnen zugewiesenen geschlossenen Anstalten, wo sie Zwangsarbeit zu verrichten hatten), doch nun legte ein Gesetz die Bedingungen fest, unter welchen ein solcher Eingriff in die Grundrechte eines Menschen rechtens war. Dies hatte unter anderem zur Folge, dass Zwangseinweisungen nun weniger willkürlich und zudem immer in eine psychiatrische Einrichtung erfolgten.

## Aufarbeitung
Lange Zeit hat die offizielle Schweiz sowie die Gesellschaft das Unrecht und Leid, welches die administrative Versorgung vielen Menschen gebracht hat, verdrängt. Am 10. September 2010 hat sich Bundesrätin Eveline Widmer-Schlumpf im Rahmen eines Gedenkanlasses in Hindelbank im Namen des Bundes offiziell für das den Betroffenen widerfahrene Unrecht entschuldigt. Einige der Betroffenen hatten das Geschehene bis anhin nicht verarbeitet und waren aufgrund ihres Aufenthaltes in «administrativer Versorgung» auch später noch diskriminiert worden. Betroffene gaben auch an, von Behörden, Wärtern und Anstaltsleitung in einer menschenunwürdigen Art behandelt worden zu sein.
Am 11. April 2013 fand in Bern eine offizielle Gedenkveranstaltung statt.
Am 21. März 2014 trat das Bundesgesetz über die Rehabilitierung administrativ versorgter Menschen in Kraft; es verlangt die wissenschaftliche Aufarbeitung der administrativen Versorgung in der Schweiz und anerkennt diese damaligen staatlichen Massnahmen als Unrecht. In Vollzug dieses Gesetzes wurde am 14. November 2014 die Unabhängige Expertenkommission zur wissenschaftlichen Aufarbeitung der administrativen Versorgung vor 1981 vom Bundesrat eingesetzt.
Das Bundesgesetz sieht ausdrücklich keine Wiedergutmachungszahlungen vor. Viele Opfer waren damit nicht einverstanden. Deshalb wurde aus ihren Reihen am 31. März 2014 die Wiedergutmachungsinitiative lanciert und 8 Monate später mit 110'000 gültigen Unterschriften eingereicht. Die Initiative forderte, dass der Bund einen Fonds in der Höhe von 500 Millionen Franken für die Opfer von fürsorgerischen Zwangsmassnahmen und Fremdplatzierungen, die vor dem Jahre 1981 vorgenommen wurden, einrichtet. Unter dem Druck der Initiative und um die Entschädigungen den teilweise bereits betagten Opfern möglichst rasch auszahlen zu können, legte der Bundesrat einen indirekten Gegenvorschlag vor, welcher schliesslich von den eidgenössischen Räten 2016 angenommen wurde. Der Gegenentwurf sieht Zahlungen im Umfang von 250 bis 300 Millionen Franken vor.
In verschiedenen Kantonen wurden historische Aufarbeitungen in Auftrag gegeben. So wurden beispielsweise 2018 Ergebnisse eines Forschungsprojektes im Auftrag des Kantons Zürich publiziert.
Anfangs September 2019 hat die unabhängige Expertenkommission ihren Schlussbericht in Bern der Öffentlichkeit vorgestellt. Gemäss dem Bericht wurden mindestens 60 000 Frauen und Männer von Kantonen und Gemeinden eingesperrt, ohne dass diese ein Delikt begangen hätten und ohne dass zuvor ein ordentliches Verfahren stattgefunden hätte. Die Betroffenen wurden interniert, da sie den Moralvorstellungen der damaligen Zeit nicht entsprachen. Sie galten als «arbeitsscheu», «liederlich» oder «trunksüchtig». Auch uneheliche Schwangerschaften genügten für eine administrative Versorgung. In rund 650 Gefängnissen und anderen Anstalten im ganzen Land wurden die Opfer eingesperrt, ausgebeutet und vielfach schwer misshandelt.
Die 2014 auf Bundesebene beschlossenen Wiedergutmachungen genügen aus Sicht der Kommission nicht. Diese bestehen insbesondere aus einem «Solidaritätsbeitrag» von 25 000 Franken pro Person, den Betroffene beim Bund bis März 2018 beantragen konnten. Rund 9000 Personen haben sich gemeldet, bis Ende Jahr sollen alle Gesuche bearbeitet sein. Die Expertenkommission machte Vorschläge, wie die Opfer durch weitere finanzielle Leistungen besser entschädigt werden könnten. Die Palette reicht von einem kostenlosen Generalabonnement über einen Steuererlass bis zu einem Hilfsfonds für Betroffene, die ihre Gesundheitskosten nicht selber tragen können. Aus der Sicht der Kommission könnte auch eine spezielle, lebenslange Rente notwendig sein. Hinter diesen Forderungen steht die Erkenntnis, dass das damalige Unrecht vielfach lebenslange Folgen nach sich gezogen hat und zum Teil sogar auf die nachfolgenden Generationen übergegangen ist.